# 格陵兰地理

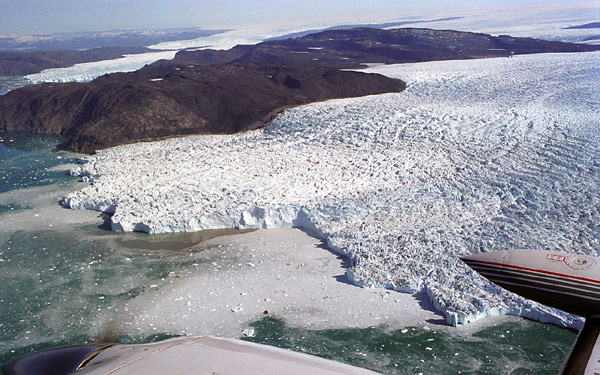
托蘇卡達冰河

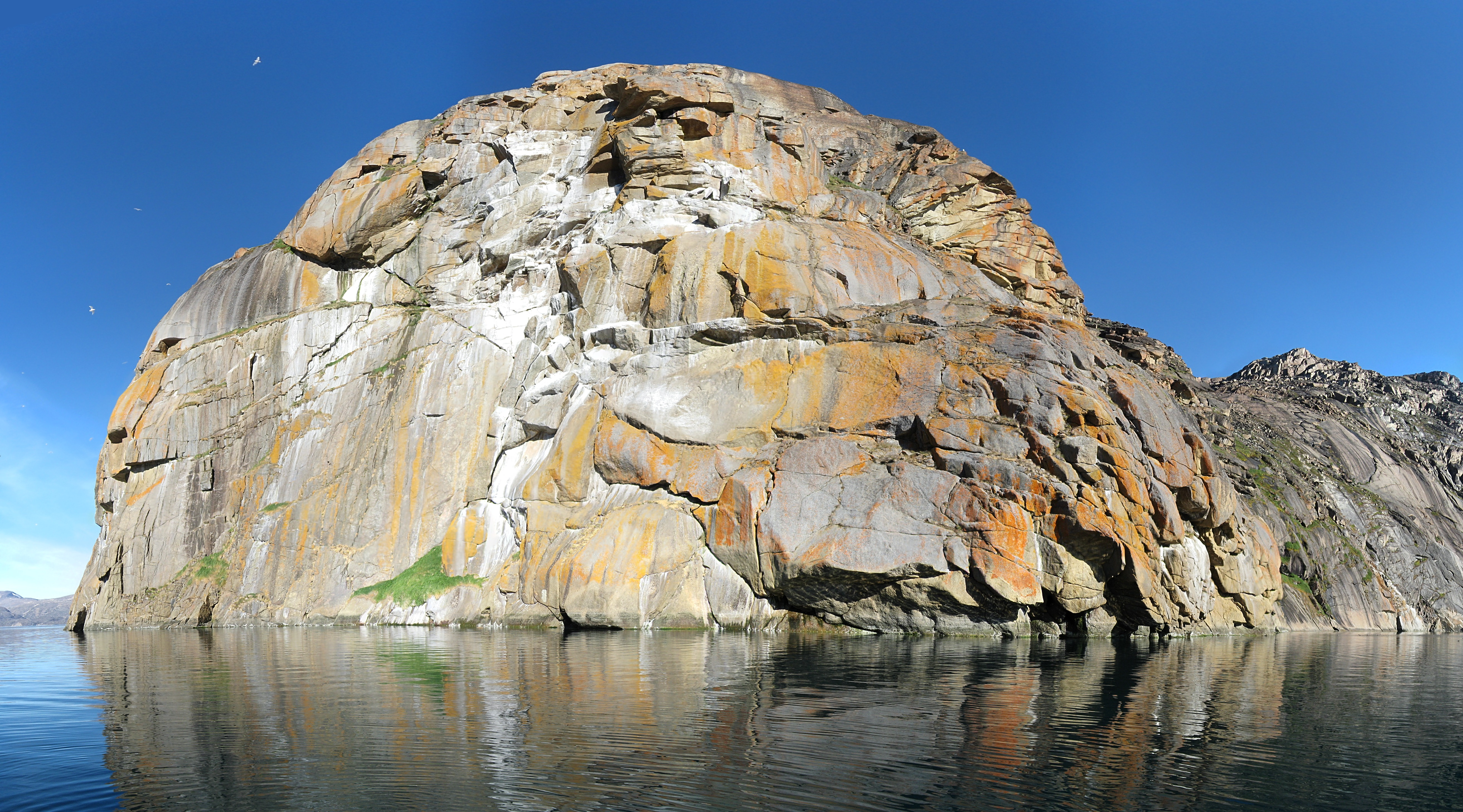
格陵兰西部的努纳岛

格陵兰是世界最大岛屿，属于大陆岛，位于北美洲东北。面积2,175,600平方公里（其中341,700 km² 为无冰雪覆盖, 1,833,900 km²为冰雪覆盖），由于面积庞大，常被称为格陵兰次大陆。全岛约五分之四地区处于北极圈之内。

## 位置
格陵兰位于北冰洋和大西洋之间，西面隔巴芬湾和戴维斯海峡与加拿大的北极岛屿相望，东边隔丹麦海峡和冰岛对望。

## 地貌
格陵兰是继南极洲以外，大陆冰川面积最大的地区。全部地区都被冰蓋盖上，只有岛的极北部，和东西两边的狭长地带，由于该地区的空气异常干燥，难以形成积雪，地表才得以暴露。亦因为中部地区长期受冰雪盖压，故中部地区，若去除雪帽覆盖后，会比岛缘地区低。全岛以中部偏东最高海拔3300米，边缘地区约平约海拔1000-2000米。若然将格陵兰岛全部冰雪溶掉，在冰河侵蚀作用的影响下将会呈现群岛的状态。在1989年-1993年期间，欧洲和美国的气候研究人员到达格陵兰岛冰蓋的高峰，钻挖了一对2英里（3.2公里）长的冰芯，去研究其化学成份。冰芯内藏有的空气是不能去除冰蓋的，愈深层的冰芯空气代表该空气成份是在一个较早的时期的空气，研究其内容有利于发现远至100,000年前的远古时期北半球的气候状况。而研究结果是地球的气候，通常是在一种较长期稳定的气候，经过突然急速的不稳定变化，转为另一种长期稳定的气候。北大西洋的气候受格陵兰东北部沿海的洋流情况影响很深。

## 冰盖
冰盖南北长2500公里，均高2135米，面积183.39万平方公里，约占岛面积85%；均厚1500米，最厚3200米，冰雪量约300万立方公里，占世界淡水量10%，如果冰盖全部融化，全球海洋将上升5米；冰面地形为中央低于南北两侧的马鞍形；冰盖边缘被很多裸露的带状山地、丘陵环绕，冰川穿越其间进入海洋。
夏季，大量融水流入海洋；主要为表面消融、冰山崩塌；数据表明，冰盖每年增厚、减弱在1厘米之内；东南面沿岸冰层在快速减薄，速率为30厘米/年；冰缘减薄冰量为50立方公里/年。

## 人文
格陵兰人口约56,370（统计于2013年1月
），分布在约72个城镇，其中超过500人的聚居地有17个，首府努克的人口数约为16,454。锡西米尤特、伊卢利萨特分别为第二、三大城镇，人口数为5,500和5,000。